# ناثان ج براون
ناثان براون (من مواليد 9 يوليو 1958) باحث أمريكي في مجال القانون والسياسة في الشرق الأوسط بجامعة جورج واشنطن. براون أستاذ العلوم السياسية والشؤون الدولية في كلية إليوت للشؤون الدولية والمدير السابق لمعهد دراسات الشرق الأوسط التابع لها.

## التعليم
حصل على البكالوريوس من جامعة شيكاغو وعلى الدكتوراه من جامعة برينستون . 

## الوظيفة والعمل
يركز عمله على السياسة الإسلامية ، خاصة في مصر  والأراضي الفلسطينية ، ونشر عمله في الواشنطن بوست  والحركات الإسلامية في العالم العربي.  أعلى ورقة استشهد بها هي «حكم القانون في العالم العربي: المحاكم في مصر والخليج»  في 288 مرة ، وفقًا لموقع Google Scholar. 
عمل براون لمدة عامين كمساعد أول في مؤسسة كارنيغي للسلام الدولي  وكان باحثًا في معهد الشرق الأوسط . وهو حاليًا عضو في مجلس المستشارين لمشروع الديمقراطية في الشرق الأوسط .  تم اختيار براون كزميل Guggenheim 2013 لدراسات الشرق الأدنى. 

## منشورات مختارة
- سياسة الفلاحين في مصر الحديثة: النضال ضد الدولة . مطبعة جامعة ييل ، 1990.
- حكم القانون في الوطن العربي: محاكم في مصر والخليج . مطبعة جامعة كامبريدج ، 1997.
- الدساتير في عالم غير دستوري: القوانين الأساسية العربية وآفاق الحكومة المسؤولة . مطبعة جامعة ولاية نيويورك ، 2001.
- السياسة الفلسطينية بعد اتفاقيات أوسلو: استئناف فلسطين العربية . مطبعة جامعة كاليفورنيا ، 2003.
- عندما لا يكون النصر خيارًا: الحركات الإسلامية في السياسة العربية . مطبعة جامعة كورنيل ، 2012.
- «التطور بعد الثورة: مصر وإسرائيل والولايات المتحدة». (2013). مجلة الشؤون الخارجية الإسرائيلية ، 7 (1) ، 9-12

## روابط خارجية
- الديمقراطية والتاريخ والصراع على المناهج الفلسطينية
- Brown مرات الظهور على سي-سبان